# Wahlkreis Kaiserslautern II
Der Wahlkreis Kaiserslautern II (Wahlkreis 45, bis zur Landtagswahl 2016 noch Wahlkreis 44) ist ein Landtagswahlkreis in Rheinland-Pfalz.
Sein Gebiet umfasste seit der Landtagswahl 1991 bis zur Landtagswahl 2016 unverändert die Stadtteile Dansenberg, Einsiedlerhof, Erfenbach, Erlenbach, Mölschbach, Morlautern und Siegelbach sowie die ehemaligen Stadtbezirke Betzenberg und Lämmchesberg/Universitätswohnstadt der kreisfreien Stadt Kaiserslautern. Hinzu kamen die Verbandsgemeinden und  Enkenbach-Alsenborn, die Gemeinden der ehemaligen Kaiserslautern-Süd sowie die Gemeinden der ehemaligen Verbandsgemeinde Otterberg im Landkreis Kaiserslautern. Zur Landtagswahl 2021 entfielen die Gemeinden der der ehemaligen Kaiserslautern-Süd, dafür wurde das Wahlkreisgebiet um die Gemeinden der neuen  Verbandsgemeinde Otterbach-Otterberg erweitert.

## Wahl 2021
Bei der Landtagswahl 2021 vom 14. März 2021 entfielen im Wahlkreis auf die einzelnen Wahlvorschläge:
| Direktkandidaten  | Partei           | Wahlkreisstimmen in % | Landesstimmen in % |
| ----------------- | ---------------- | --------------------- | ------------------ |
| Thomas Wansch     | SPD              | 30,6                  | 36,1               |
| Norbert Herhammer | CDU              | 28,5                  | 24,2               |
| Dirk Bisanz       | AfD              | 10,4                  | 10,5               |
| Christian Kopp    | FDP              | 4,6                   | 5,2                |
| Lea Siegfried     | Grüne            | 11,5                  | 9,2                |
| Norbert Naßhahn   | Die Linke        | 3,1                   | 2,6                |
| Eckhard Vogel     | Freie Wähler     | 8,8                   | 5,6                |
| –                 | Piraten          | –                     | 0,7                |
| –                 | ÖDP              | –                     | 0,6                |
| –                 | Klimaliste       | –                     | 0,8                |
| Fabian Jansen     | Die PARTEI       | 2,4                   | 1,2                |
| –                 | Tierschutzpartei | –                     | 2,0                |
| –                 | Volt             | –                     | 1,2                |

## Wahl 2016
Die Ergebnisse der Wahl zum 17. Landtag Rheinland-Pfalz vom 13. März 2016:
| Direktkandidaten                  | Partei       | Wahlkreisstimmen | Landesstimmen |
| --------------------------------- | ------------ | ---------------- | ------------- |
| Thomas Wansch                     | SPD          | 36,7 %           | 37,6 %        |
| Michael Gasiorek                  | CDU          | 28,7 %           | 26,9 %        |
| Holger Munderloh                  | GRÜNE        | 5,7 %            | 5,3 %         |
| Goswin Förster                    | FDP          | 6,4 %            | 6,2 %         |
| Julian Theiß                      | DIE LINKE    | 4,0 %            | 3,3 %         |
| Sebastian Petry                   | Freie Wähler | 6,3 %            | 3,3 %         |
| Attila Sonal                      | AfD          | 12,3 %           | 14,0 %        |
| –                                 | Sonstige     | –                | 3,4 %         |
| Wahlberechtigte: 54.342 Einwohner |              |                  |               |
| Wahlbeteiligung: 71,6 %           |              |                  |               |

## Wahl 2011
Die Ergebnisse der Wahl zum 16. Landtag Rheinland-Pfalz vom 27. März 2011:
| Direktkandidaten                  | Partei       | Wahlkreisstimmen | Landesstimmen |
| --------------------------------- | ------------ | ---------------- | ------------- |
| Thomas Wansch                     | SPD          | 39,8 %           | 40,0 %        |
| Michael Gasiorek                  | CDU          | 31,5 %           | 29,8 %        |
| Jens Bäcker                       | FDP          | 4,0 %            | 4,0 %         |
| Andreas Markus                    | GRÜNE        | 13,3 %           | 14,3 %        |
| Doris Emrich                      | DIE LINKE    | 4,1 %            | 3,5 %         |
| Franz Rheinheimer                 | Freie Wähler | 5,1 %            | 3,8 %         |
| Klaus Greff                       | PIRATEN      | 2,1 %            | 1,8 %         |
| –                                 | Sonstige     | –                | %             |
| Wahlberechtigte: 55.029 Einwohner |              |                  |               |
| Wahlbeteiligung: 63,1 %           |              |                  |               |

- Direkt gewählt wurde Thomas Wansch (SPD).[5]

## Wahl 2006
Die Ergebnisse der Wahl zum 15. Landtag Rheinland-Pfalz vom 26. März 2006:
| Direktkandidaten                  | Partei   | Wahlkreisstimmen | Landesstimmen |
| --------------------------------- | -------- | ---------------- | ------------- |
| Thomas Wansch                     | SPD      | 43,5 %           | 47,6 %        |
| Bärbel Glas                       | CDU      | 31,2 %           | 26,6 %        |
| Jens Bäcker                       | FDP      | 7,1 %            | 7,4 %         |
| Christine Braun-Schilling         | GRÜNE    | 5,0 %            | 4,5 %         |
| Wolfgang Domin                    | FWG      | 9,1 %            | 4,6 %         |
| Hans Koppenhöfer                  | WASG     | 4,1 %            | 4,0 %         |
| Sonstige                          | Sonstige | –                | 5,5 %         |
| Wahlberechtigte: 53.986 Einwohner |          |                  |               |
| Wahlbeteiligung: 60,5 %           |          |                  |               |

- Direkt gewählt wurde Thomas Wansch (SPD).[7]